# Theo Rous
Theodor „Theo“  Rous (* 30. Dezember 1934 in Oberhausen) ist ein ehemaliger deutscher Sportfunktionär.
In seiner Jugend war Rous als Mittelstreckenläufer bei Rot-Weiß Oberhausen aktiv. 
Rous war ab 1980 Mitglied des Vorstands des Leichtathletik-Verbandes Nordrhein, von 1984 bis 1993 war er dessen Vorsitzender. Von 1993 bis 2005 war er Vizepräsident des Deutschen Leichtathletik-Verbandes (DLV), seither ist er Ehrenpräsident des DLV. 1990/91 war er im DLV Leiter einer Kommission für Anti-Doping-Maßnahmen. Ab 1994 war er Anti-Doping-Beauftragter im DLV. 
Er ist pensionierter Oberstudiendirektor für Latein und Sport.

## Ehrungen (Auswahl)
- Ehrenpräsident des LVN und DLV[2][3]
- Ehrenplakette der Stadt Oberhausen[2]
- Hanns-Braun-Wanderpreis 1998[3]
- Bundesverdienstkreuz 1. Klasse 2005[2]